# 9 Dywizjon Żandarmerii
9 Dywizjon Żandarmerii (9 dżand.) – oddział żandarmerii Wojska Polskiego.

## Historia dywizjonu
9 Dywizjon Żandarmerii wraz z podporządkowanymi pododdziałami stacjonował na terenie Okręgu Korpusu Nr IX. Dowódca dywizjonu pełnił równocześnie funkcję szefa żandarmerii w DOK IX.
Z dniem 15 stycznia 1924 kpt. żand. Roman Leon Stadnicki został przeniesiony do 7 dżand. na stanowisko dowódcy Oddziału Szkolnego w Kadrze Szwadronu Zapasowego.
Do 20 marca 1924 zostały zlikwidowane plutony żandarmerii: Biała Podlaska i Kobryń, a w ich miejsce zorganizowane posterunki żandarmerii. W tym samym miesiącu niżej wymienieni oficerowie zostali przeniesieni do korpusów oficerów piechoty, jazdy i artylerii z równoczesnym wcieleniem: kpt. żand. Edward Drzniewicz do 19 pap, por. żand. Władysław Trojanowski do 21 puł. i por. żand. Henryk Kuzilek do 82 pp.
17 lutego 1928 minister spraw wojskowych zatwierdził dzień 5 sierpnia, jako datę święta dywizjonu.
12 grudnia 1935 minister spraw wojskowych unieważnił dotychczasową datę święta dywizjonu oraz zatwierdził dzień 13 czerwca, jako datę święta żandarmerii.
Jednostka nie posiadała sztandaru i odznaki pamiątkowej. Oficerowie i podoficerowie od 1931 mogli otrzymać odznakę pamiątkową Żandarmerii. W 1939 zamierzano wprowadzić do użytku „Znak Służbowy Żandarmerii”. Znaki miały być numerowane. Dla 9 dżand przewidziano numery od 9000 do 9999.
W dwudziestoleciu międzywojennym służbę w dywizjonie pełnili m.in. kapitanowie Stefan Baranowski, Teofil Ney, Leon Cehak, Antoni Kaflowski, porucznicy Tadeusz Nisiewicz-Dobrzański, Mieczysław Augustyniak, Piotr Mitkiewicz-Prus, Tadeusz Szymczykiewicz oraz podoficerowie Bronisław Konieczny i Feliks Miszczak.

## Organizacja pokojowa i dyslokacja 9 dżand w 1939
- Dowództwo dywizjonu w Brześciu, Cytadela, blok nr 2
- pluton żandarmerii Brześć I, Cytadela
  - posterunek żandarmerii Brześć Dworzec
- pluton żandarmerii Brześć II Trauguttowo[13]
  - posterunek żandarmerii Prużana
  - posterunek żandarmerii Włodawa
- pluton żandarmerii Pińsk, ul. Marszałka Piłsudskiego 3
  - posterunek żandarmerii Pińsk Port (zobacz Flotylla Rzeczna Marynarki Wojennej)
  - posterunek żandarmerii Kobryń
  - posterunek żandarmerii Łuniniec
- pluton żandarmerii Baranowicze, ul. Żwirki 1
  - posterunek żandarmerii Słonim
  - posterunek żandarmerii Leśna
  - posterunek żandarmerii Nieśwież
- pluton żandarmerii Siedlce

## Kadra dywizjonu
Dowódcy dywizjonu
- mjr / ppłk żand. Adam Dobrzański (5 XII 1921 - 29 I 1927)
- ppłk żand. Brunon Baduszek (17 III 1927 - 12 III 1929)
- ppłk żand. Bronisław Batsch (1931 - 1 IX 1939)

Zastępcy dowódcy dywizjonu
- kpt. / mjr żand. Ignacy Skoczeń (był w 1923 – III 1927[14])
- kpt. / mjr żand. Józef Bay (III 1927[14] – II 1930)
- mjr żand. Stefan Blezień[c] (III 1930[19] – IX 1935[20])
- mjr żand. Antoni Czabański (X 1935 – VIII 1939[21])

Obsada personalna w marcu 1939
- dowódca - ppłk żand. Bronisław Batsch
- I zastępca dowódcy – mjr żand. Antoni Czabański
- II zastępca dowódcy – kpt. żand. Stefan Sordyl[d] †1940 Charków[22]
- adiutant – por. żand. Kazimierz Józef Mazurek[e]
- oficer mobilizacyjny - por. żand. Marcin Gutka[f] → dowódca pl żand. nr 95
- oficer śledczy – por. żand. Zdzisław Walerian Kluczyński
- oficer gospodarczy – kpt. int. Michał Janecki
- oficer do zleceń – wakat
- dowódca plutonu żandarmerii Baranowicze – kpt. żand. Włodzimierz Jan Nawrocki
- dowódca plutonu żandarmerii Brześć I – por. żand. Michał Wolnik
- dowódca plutonu żandarmerii Brześć II – por. żand. Marian Kozieradzki
- dowódca plutonu żandarmerii Pińsk – kpt. żand. Stanisław Miechurski
- dowódca plutonu żandarmerii Siedlce – kpt. żand. Zygmunt Pracki